# NGC 2089
NGC 2089 је елиптична галаксија у сазвежђу Зец која се налази на NGC листи објеката дубоког неба.
Деклинација објекта је - 17° 36' 10" а ректасцензија 5h 47m 51,3s. Привидна величина (магнитуда) објекта NGC 2089 износи 11,9 а фотографска магнитуда 12,9. NGC 2089 је још познат и под ознакама ESO 554-36, MCG -3-15-16, IRAS 05456-1738, PGC 17860.